# 대한민국의 국가보위비상대책위원회 위원장
국가보위비상대책위원회 위원장(國家保衛非常對策委員會 委員長)은 대한민국에서 1979년 당시에 발발한 10·26 사건와 12·12 군사 반란에 이어 이듬해 1980년에 발발한 5·17 비상계엄 확대 조치로 인한 국가 혼란을 수습코저 1980년 5월 31일을 기하여 설치된 국가보위비상대책위원회(國家保衛非常對策委員會)가 같은 해 1980년 10월 27일에 국가보위입법회의(國家保衛立法會議)로 개편될 때까지 지속된 과도정부 임시기구단체의 위원장(委員長)을 뜻한다.

## 배경과 체제
대한민국에서는 지난 1979년에서부터 이듬해 1980년까지 최규하(崔圭夏) 대통령에 이어서 박충훈(朴忠勳) 국무총리 서리 겸 대통령 권한대행이 재임을 하였고 전두환(全斗煥) 국군 보안사령관 겸 중앙정보부 부장 서리가 실권을 하였던 시기의 절정으로 접어든 1980년 5월 31일에서부터 같은 해 1980년 10월 27일까지 국가보위비상대책위원회(國家保衛非常對策委員會) 의장(議長)은 1980년 10월 27일 당시에 남덕우(南悳祐) 위원장 서리를 끝으로 국가보위비상대책위원회 위원장 직위 체제가 종결되었다.

## 국가보위비상대책위원회(國家保衛非常對策委員會)

### 위원장(委員長)
- 초대 위원장: 전두환(全斗煥) - (재임: 1980년 5월 31일 ~ 1980년 9월 2일)
- 위원장 직무대리: 남덕우(南悳祐) - (재임: 1980년 9월 2일 ~ 1980년 9월 27일)
- 위원장 직무대행 임시서리: 남덕우(南悳祐) - (재임: 1980년 9월 27일 ~ 1980년 10월 23일)
- 위원장 직무대행 서리: 남덕우(南悳祐) - (재임: 1980년 10월 23일 ~ 1980년 10월 27일)

### 의장(議長)
- 초대 의장: 최규하(崔圭夏) - (재임: 1980년 5월 31일 ~ 1980년 8월 16일)
- 의장 (대행): 박충훈(朴忠勳) - (재임: 1980년 8월 16일 ~ 1980년 9월 1일)
- 제2대 의장: 전두환(全斗煥) - (재임: 1980년 9월 2일 ~ 1980년 10월 27일)

## 같이 보기
- 대한민국의 국가재건최고회의 의장